# Pont romain de Saint-Vincent
Le Pont romain de Saint-Vincent, en Vallée d'Aoste, est un pont construit à l'époque romaine pour permettre le passage d'une gorge étroite sur le torrent Cillian, affluent de la Doire Baltée.

## Histoire
Le pont, est l'un des témoignages les plus importants de la maîtrise des constructeurs romains pour la réalisation d'œuvres de travaux publics le long de la Route des Gaules, il fut utilisé jusqu'en 1839 quand l'éperon rocheux sur lequel reposait son arche droit s'est effondré, emportant avec lui dans sa chute l'arcade centrale. Le 11 mai selon le prieur Jean-Antoine Gal ou peut-être à la suite d'un tremblement de terre le 18 juin selon l'historien Carlo Promis (1808-1873) qui fit le relevé de sa structure
Un autre éboulement en 1907 sans doute lié à des infiltrations d'eau , entraine l'effondrement de l'arche occidentale. En 1939, un important chantier de restauration architecturale  a permis  de consolider la structure.

## Architecture

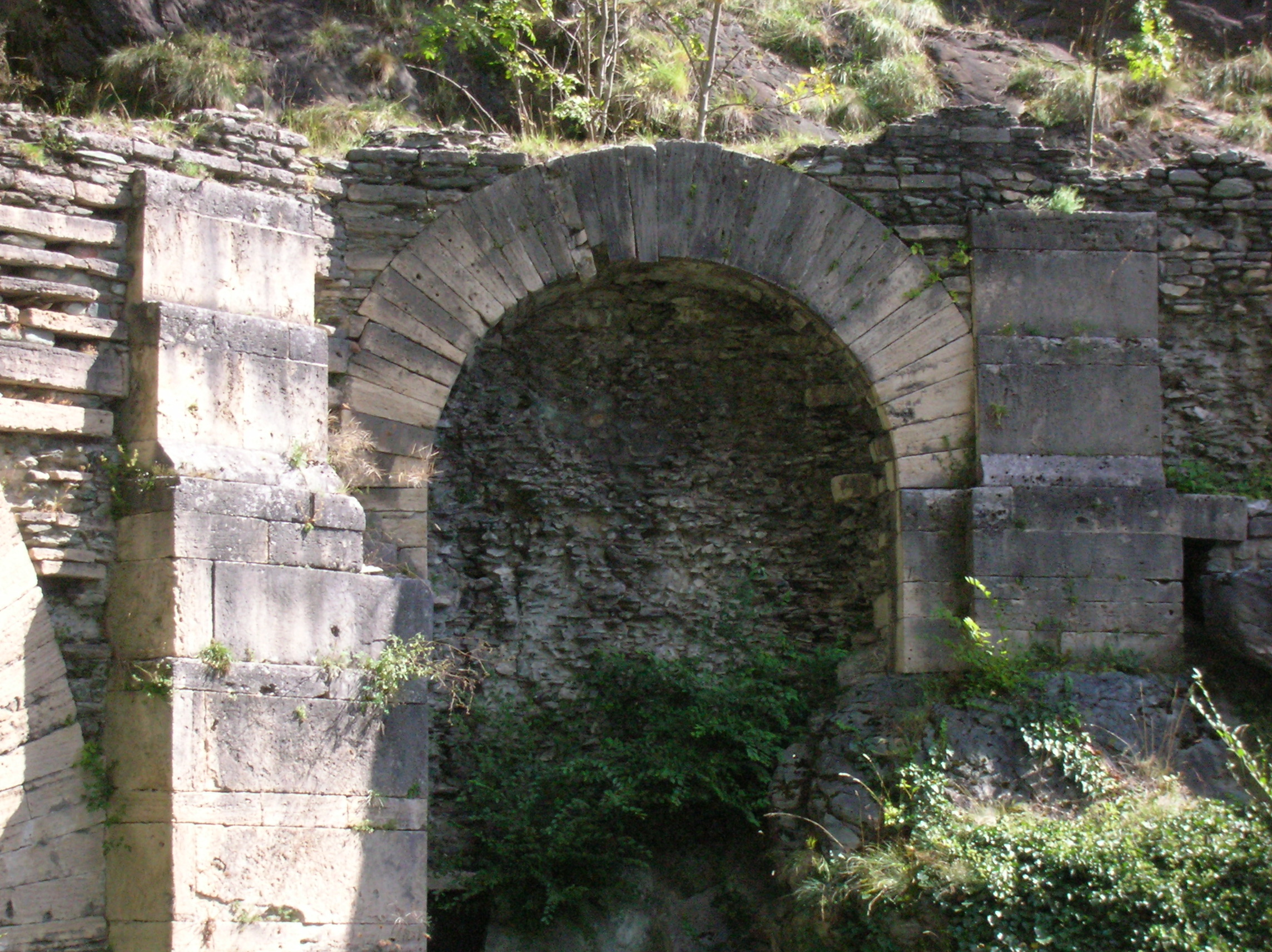
Contrefort et détail de l'arcade aveugle subsistante

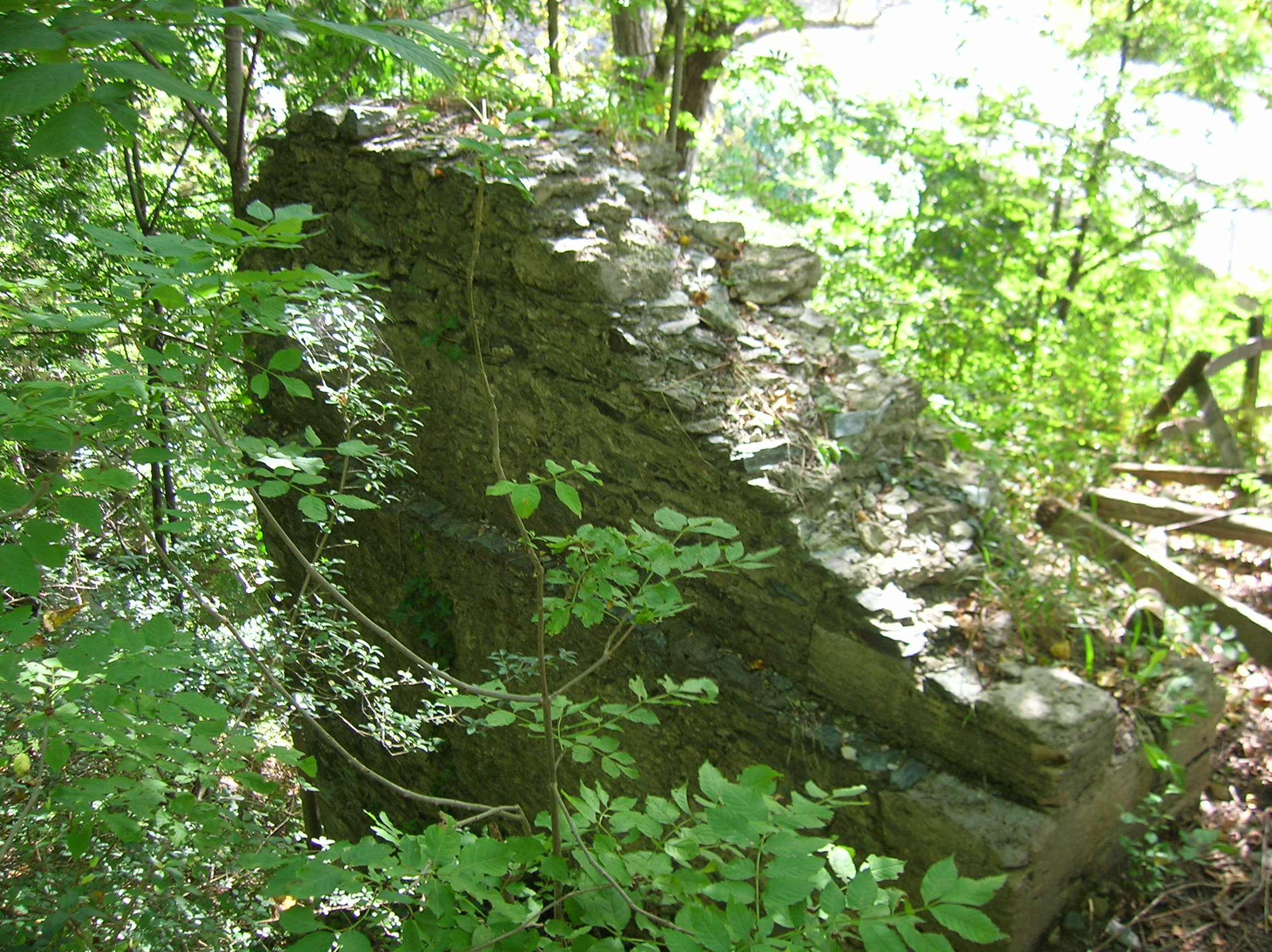
Ce qui demeure de l'adossement le plus endommagé

Le pont, d'un travail raffiné, était long de plus de 49 mètres. La Route des Gaules sur le pont est large de 4,64 mètres et se trouvait protégée du vent par de hautes grilles et éclairée par de petites fenêtres rectangulaires.
À l'origine, le pont de Saint-Vincent était composé de 3 parties, dont la principale était la seule voûte ronde  à lumière un arc de 9,71 mètres. Les adossements qui soutenaient l'arche s'appuyaient directement sur la roche du ravin. L'arcade centrale du pont se rattachait au reste de la voie avec deux côtés symétriques, placées dans un angle obtus, avec des arcs aveugles recouverts de brique. En aval, l'arche et les arcades ont été renforcés par des contreforts.
Aujourd'hui seuls demeurent en place: l'amorce de l'arche, le mur de soutien de l'adossement de l'est et une partie de la substructure de la route d'accès constituée par une arcade aveugle. Les parties supérieures, une muraille de pierres sèches et leur parement présente une alternance de  dalles de pierres et d'éclats de pierres principalement verts. La voute des arcs et les bords des adossements et des contreforts sont en pierre locale.